# Villa Prat (comuna)
Villa Prat fue una de las comunas que integró el antiguo departamento de Lontué, en la provincia de Talca.
En 1907, de acuerdo al censo de ese año, la comuna tenía una población de 3011 habitantes. Su territorio fue organizado por Decreto Ley N.º 803 del 22 de diciembre de 1925, a partir del territorio de la subdelegación 5.° Villa Prat.

## Historia
La comuna fue creada por Decreto Ley N.º 803 del 22 de diciembre de 1925, con el territorio de la subdelegación 5.° Villa Prat.
Esta comuna fue suprimida mediante el Decreto con Fuerza de Ley N.º 8.583 del 30 de diciembre de 1927, dictado por el presidente Carlos Ibáñez del Campo como parte de una reforma político-administrativa, anexando su territorio a la comuna de Valdivia de Lontué. La supresión se hizo efectiva a contar del 1 de febrero de 1928.